# بالگردگاه بیگ بار
بالگردگاه بیگ بار (به انگلیسی: Big Bar Heliport) یک فرودگاه خصوصی است. این فرودگاه در کشور ایالات متحده آمریکا قرار دارد و در ارتفاع ۵۴۸ متری از سطح دریا واقع شده‌است.